# ハーレムハイツの戦い
ハーレムハイツの戦い（英: Battle of Harlem Heights）は、アメリカ独立戦争のニューヨーク・ニュージャージー方面作戦中に行われた戦闘である。1776年9月16日に、現在ではニューヨーク市マンハッタン島のモーニングサイド・ハイツとウエスト・ハーレム地区で行われた。
ジョージ・ワシントン将軍、ナサニエル・グリーン少将、およびイズラエル・パットナム少将の指揮する大陸軍、総勢1,800名が、アレクサンダー・レスリー少将の指揮する約5,000名のイギリス軍師団の攻撃に対して、マンハッタン島上流側の高台に置いた一連の陣地を守り抜いた。イギリス軍は追撃中に軽歩兵のラッパ手が「掛かれ」を意味する狐狩りの音を出したために戦術的な誤りを犯した。このことはワシントン自身が狐狩りがうまく、フレンチ・インディアン戦争のときにフェアファックス卿から習い覚えていたのを侮辱する意図があった。「掛かれ」は、狐が姿を表して猟犬から逃げ出したことを意味している。このとき秩序ある後退をしていた大陸軍はこれに怒ってその陣地を死守するために奮い立った。大陸軍はイギリス軍の側面を衝いた後、緩りとイギリス軍を押し戻した。イギリス軍が後退するとワシントンとその部隊は追撃を止めた。この戦いは幾度か敗北を喫していた大陸軍に自信を取り戻させることになった。この戦争の中でワシントンにとっては初の戦場での勝利となった。
それから1ヶ月間両軍の間に大きな戦闘も無かった後で、イギリス軍がウェストチェスター郡に動きマンハッタンにいるワシントン軍を封じ込めようとしたので、ワシントンはホワイトプレインズまでその軍隊を引く必要があった。その後ワシントンはホワイトプレインズの戦い、ワシントン砦の戦いと2度の敗北を喫した。これらの敗北後ワシントンとその軍隊はニュージャージーを越えてペンシルベニアまでの退却を余儀なくされた。しかし、トレントンの戦いとプリンストンの戦いで大陸軍が勝利し、ニューヨーク・ニュージャージー方面作戦が終わった。

## 背景
1776年8月27日、ウィリアム・ハウ将軍の指揮するイギリス軍はロングアイランドの戦いで大陸軍の側面を衝き打ち破った。ハウはその軍隊を動かし、大陸軍を背後にイースト川を置くブルックリンハイツに釘付けにした。8月29日の夜、大陸軍の総司令官ワシントン将軍は9,000名の軍隊全軍とその装備も含めて、川を越えマンハッタン島に脱出した。
9月15日、ハウはマンハッタン島のキップス湾で自軍を上陸させた。この時、岸近くにいた大陸軍陣地に砲撃を行った後、4,000名のイギリス兵とドイツ人傭兵部隊が上陸した（キップス湾の上陸戦）。アメリカ兵は敵軍の姿を見て逃げ出し、ワシントンが戦場に到着しても命令を聞こうとはせずに逃亡を続けた。
ハウはキップス湾で大陸軍を蹴散らした後で、9,000名の軍隊を上陸させたが、ニューヨーク市からの退路を断とうとはしなかった。ワシントンは午後4時までに市内にいた全軍にモーニングサイドハイツに向わせ、夜になるまでに全てがそこに到着した。

## 戦闘

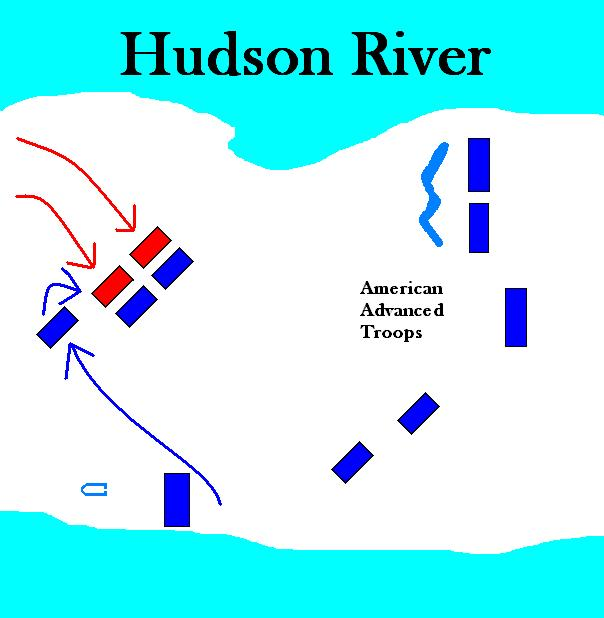
ハーレムハイツの戦い、略図、1776年9月16日
赤がイギリス軍、青が大陸軍

9月16日朝、ワシントンはイギリス軍が前進してくるという報せを受け取った。攻撃を予想していたワシントンはトマス・ノールトン中佐に150名の偵察隊を付けて、イギリス軍の前線を探らせた。夜明け時、ノールトン隊はイギリス軍軽歩兵の歩哨に見つかった。イギリス軍は敵軍攻撃のために2ないし3個中隊を派遣した。2つの農園の間にある森の中で半時間以上の小競り合いが続いた。ノールトンは数で優勢なイギリス軍が自軍の側面を衝こうとしていることを察知し、撤退を命じた。この撤退は秩序だったものであり、混乱も無く人命も失われなかった。
イギリス軍は急速に大陸軍を追撃し、さらに第2および第3軽歩兵大隊と、第42ハイランダーズ連隊（スコットランドの歩兵連隊）の援軍を受けた。大陸軍が撤退を続けているときに、イギリス軍軽歩兵のラッパ手が狐狩りの音を出したので、アメリカ兵を激怒させた。ノールトンと行動を共にしていたジョセフ・リード大佐が馬でワシントンの所に駆けつけ、現在起こっていることを告げて、部隊に援軍を送ることを勧めた。ワシントンは、歴史家のエドワード・G・レンゲルが「後で窮地に陥っていた大陸軍を鼓舞することになる勇気の片鱗と決断力」と呼んだ態度で、イギリス軍を罠に陥れる作戦を編み出した。ワシントンは窪んだ道にイギリス軍を引き込むために幾らかの部隊に陽動行動を採らせ、分遣隊に回り道をさせてイギリス軍を閉じ込めようとした。
陽動部隊は150名の志願兵であり、窪んだ道に走りこんでイギリス軍との戦闘を始めた。イギリス軍がその道に入ってきた後で、この陽動部隊には900名の援軍が付いた。兵士は全て敵と離れて陣地を取っていたので大きな損失を出さなかった。
分遣隊はノールトンのレンジャーズと呼ばれる部隊であり、ライフル銃狙撃兵3個中隊で補強され、総勢は約200名になっていた。この部隊がイギリス軍に接近したとき、ある士官が誤った方向に誘導してしまい、イギリス軍の後衛ではなく側面との戦闘が始まった。イギリス兵は自軍がほとんど囲まれてしまったことを察し、畑の方に後退したが、そこには塀があった。アメリカ兵も直ぐに追撃したが、その攻撃中にノールトンが戦死した。それにも拘らずアメリカ兵が攻撃を続けたので、イギリス兵は塀を乗り越えて丘の頂上まで追い遣られた。イギリス兵が丘に到着したとき、幾らかの大砲を含む援軍が到着した。イギリス兵はその丘の頂上で2時間持ち堪えたが、アメリカ兵が再度イギリス兵をソバ畑まで後退させた。
ワシントンは当初イギリス軍に対する追撃を躊躇していたが、自軍の兵士が緩りとイギリス軍を押し戻しているのを見ると、援軍を送り、直接攻撃に参加することを認めた。援軍が全て到着した時には、1,800名近いアメリカ兵がソバ畑で戦っていた。この戦闘を指揮するために、ワシントンの参謀の中からナサニエル・グリーンを含む数名が送られた。この時点までにイギリス軍も補強されており、総勢は約5,000名になっていた。
この畑や周辺の丘で1時間半にわたって戦闘が続き、銃弾を撃ち尽くしたイギリス軍が撤退した。大陸軍は徹底した追撃を続けたが、イギリス軍の予備隊が接近している音を感知し、ワシントンはイギリス軍の罠に嵌ることを恐れて撤退を命じた。兵士達はワシントンの撤退命令を聞くと、大声で万歳を叫び、整列して戦場を後にした。

## 戦闘の後
イギリス軍の損失は、ハウの公式報告書に拠ると戦死14名、負傷78名だった。しかし、ハウの参謀の1人はその日記に、戦死14名、負傷154名と記していた。歴史家のデイビッド・マッカローはさらに多く、戦死90名、負傷300名と記している。大陸軍の方は、戦死30名、負傷100名だった。これにはノールトン中佐とアンドリュー・リーチ少佐の戦死が含まれている。この大陸軍の勝利は戦闘に参加しなかった者を含め兵士の士気を上げた。ジョージ・ワシントンが直接指揮した軍隊にとって、この戦争では初めての勝利ともなった。
ニューヨーク・ニュージャージー方面作戦では、その後1ヶ月間ほとんど戦闘が起こらず、ワシントンは、イギリス軍が自軍をマンハッタン島に閉じ込めようとしているとの情報を得た後で、10月に自軍をホワイトプレインズに移動させた。その後ホワイトプレインズの戦いとワシントン砦の戦いと2度の敗北を喫した後、ワシントンとその軍隊はイギリス軍に追われ、ニュージャージーを越えてペンシルベニアまで退却した。
ノールトンはワシントンの指示で大陸軍としては初の情報収集部隊を結成し率いていただけに、新生間もない大陸軍にとってノールトンの戦死は打撃となった。